# Guldnissöga
Guldnissöga (Sabanejewia aurata) är en sötvattensfisk i familjen nissögefiskar, som lever i de centraleuropeiska floderna. 

## Utseende
Guldnissögat är en liten, långsträckt fisk som är tillplattad från sidorna. Kring munnen har den sex skäggtömmar. Sidorna är gula med rader av mörka, rundade fläckar. Nominatunderarten (S. aurata aurata) kan bli 14 cm lång, medan S. aurata aralensis endast blir drygt 7 cm.

## Vanor
Arten är en bottenfisk som lever nära bottnen i floder.

## Taxonomi och utbredning
Guldnissögat är uppdelat i två underarter:
- Sabanejewia aurata aurata, som finns i Donau, Kamtjija, floder som mynnar i Egeiska havet, övre Don, Kuban, Kura, Araks, Sefid i Iran, Tedzhen och Morghab i Afghanistan[4] samt den betydligt mindre
- Sabanejewia aurata aralensis, som finns i Aralsjön och angränsande floder.[5]